# North Battleford
North Battleford (offiziell: City of North Battleford) ist eine Stadt in Kanada. Sie liegt im Westen der kanadischen Provinz Saskatchewan und ist mit 33,55 km² die siebtgrößte Stadt der Provinz. North Battleford wird im Süden durch den North Saskatchewan River von Battleford getrennt. Beide Städte werden auch als The Battlefords bezeichnet. Der Ort grenzt an die gleichnamige Gemeinde North Battleford No. 437. 2016 lag die Zahl der Einwohner bei 14.315.
North Battleford und Battleford sind durch zahlreiche Straßen mit den umliegenden Ortschaften verbunden, u. a. vom Yellowhead Highway, Highway 4, Highway 26, Highway 29 und vom Highway 40. Der Battleford Provincial Park befindet sich 40 km nördlich am Highway 4.

## Geographie
North Battleford liegt im Westen der Provinz Saskatchewan, am Rand der als Aspen Parkland bezeichneten kanadischen Ökoregion. Die Grenze zur Nachbarprovinz Alberta liegt knapp 100 km im Westen; die zu den Vereinigten Staaten etwa 475 km südlich. Die Großstadt Saskatoon befindet sich 150 km in südöstlicher Richtung. Im Süden und Westen wird die Stadt vom North Saskatchewan River von der südlich gelegenen Nachbarstadt Battleford getrennt. Zusammen werden sie auch The Battlefords genannt. Beide Städte erstrecken sich über eine Fläche von 56,88 km², wohingegen North Battleford mit 33,55 km² größer ist als Battleford, das eine Fläche von 23,33 km² besitzt.
Das Stadtgebiet grenzt im Westen an die Gemeinde North Battleford No. 437, von der sich ein Teil in der Census Division No. 16 befindet und ein Teil sich in die SARM Division No. 6 erstreckt.

### Nachbargemeinden
| Lloydminster | Meadow Lake                                 | Prince Albert |
| Cut Knife    | Kompassrose, die auf Nachbargemeinden zeigt | Blaine Lake   |
| Wilkie       | Battleford, Biggar                          | Saskatoon     |

## Klima
North Battleford liegt im Übergangsbereich der maritimen und der kontinental Klimazone. Das Klima selbst ist
kaltgemäßigt und wird der effektiven Klimaklassifikation DfB zugeschrieben. Während der Sommermonate erreichen die Temperaturen einen Höchstwert von 21° bis 24 °C. Im Winter sinken die Temperaturen bis auf −18° bis −21 °C. Die höchst gemessene Temperatur lag bei 39,5 °C am 13. Juli 2002, die tiefst gemessene bei −51,7 °C am 1. Februar 1893 sowie am 12. Januar 1916.
Pro Jahr liegt die Niederschlagsmenge bei etwa 374 mm. Die Sommer sind meist gemäßigt warm und niederschlagsreich. Im Vergleich zu den Wintermonaten fallen hier deutlich mehr Niederschläge; im Durchschnitt sind dies meist 32 bis 71 mm. Die normale Höchsttemperatur beträgt 24 Grad Celsius in den Monaten Juli und August. Die Winter hingegen fallen eher niederschlagsarm aus. Die normale Schneefallmenge liegt bei 104 mm. Schneefall ist neben den Wintermonaten bereits im September und auch im Mai noch möglich; zumeist ist die Schneedecke in dieser Zeit 2 bis 8 mm dick. In den Monaten Dezember, Januar und Februar beträgt die durchschnittliche Schneemenge 17 bis 20 mm. Der Frühling und der Herbst sind oft mild mit Temperaturen von 10 bis 18 Grad Celsius und Niederschlagsmengen zwischen 13 und 34 mm.
|                        | Jan   | Feb   | Mär   | Apr  | Mai  | Jun  | Jul  | Aug  | Sep  | Okt  | Nov   | Dez   |   |       |
| Mittl. Temperatur (°C) | −16,0 | −12,6 | −5,8  | 4,3  | 11,0 | 15,5 | 17,6 | 16,9 | 10,9 | 3,3  | −6,5  | −13,8 | ⌀ | 2,1   |
| Mittl. Tagesmax. (°C)  | −10,6 | −7,1  | −0,6  | 10,7 | 18,0 | 21,9 | 24,2 | 23,9 | 17,7 | 9,7  | −1,8  | −8,6  | ⌀ | 8,2   |
| Mittl. Tagesmin. (°C)  | −21,3 | −18,0 | −11,0 | −2,2 | 3,9  | 9,0  | 11,0 | 9,9  | 4,1  | −2,5 | −11,2 | −19,0 | ⌀ | −3,9  |
|                        |       |       |       |      |      |      |      |      |      |      |       |       |   |       |
| Niederschlag (mm)      | 15,6  | 9,9   | 13,5  | 25,8 | 32,8 | 65,0 | 74,1 | 57,9 | 34,1 | 16,1 | 15,8  | 13,6  | Σ | 374,2 |
|                        |       |       |       |      |      |      |      |      |      |      |       |       |   |       |
| Regentage (d)          | 0,7   | 0,4   | 2,0   | 17,2 | 31,1 | 65,0 | 74,1 | 57,9 | 31,9 | 9,0  | 2,9   | 0,4   | Σ | 292,6 |

| −21,3 |

| −18,0 |

| −11,0 |

| −2,2 |

| 3,9 |

| 9,0 |

| 11,0 |

| 9,9 |

| 4,1 |

| −2,5 |

| −11,2 |

| −19,0 |

| −21,3 |

| −18,0 |

| −11,0 |

| −2,2 |

| 3,9 |

| 9,0 |

| 11,0 |

| 9,9 |

| 4,1 |

| −2,5 |

| −11,2 |

| −19,0 |

## Geschichte
Wie andere Städte in Kanada kann auch North Battleford auf eine langjährige Geschichte zurückblicken. Die ältesten Hinweise auf die Anwesenheit von Bevölkerungsgruppen reichen bis etwa 1000 Jahre zurück. Lange vor der europäischen Besiedelung lebten im heutigen Stadtgebiet von North Battleford und Battleford indigene Kulturen, darunter Angehörige der Stämme der Cree und der Blackfoot. Beide Stammesgruppen gehören bis heute einer gemeinsamen Sprachgruppe, der sogenannten Algonkin, an. Die Assiniboine, die ebenfalls in diesem Gebiet siedelten, sind wiederum Verwandte der Sprachfamilie der Sioux. Alle drei Stämme lieferten sich oft erbitterte Konflikte um die vorhandenen Ressourcen wie Holz, Getreide und Jagdtiere.

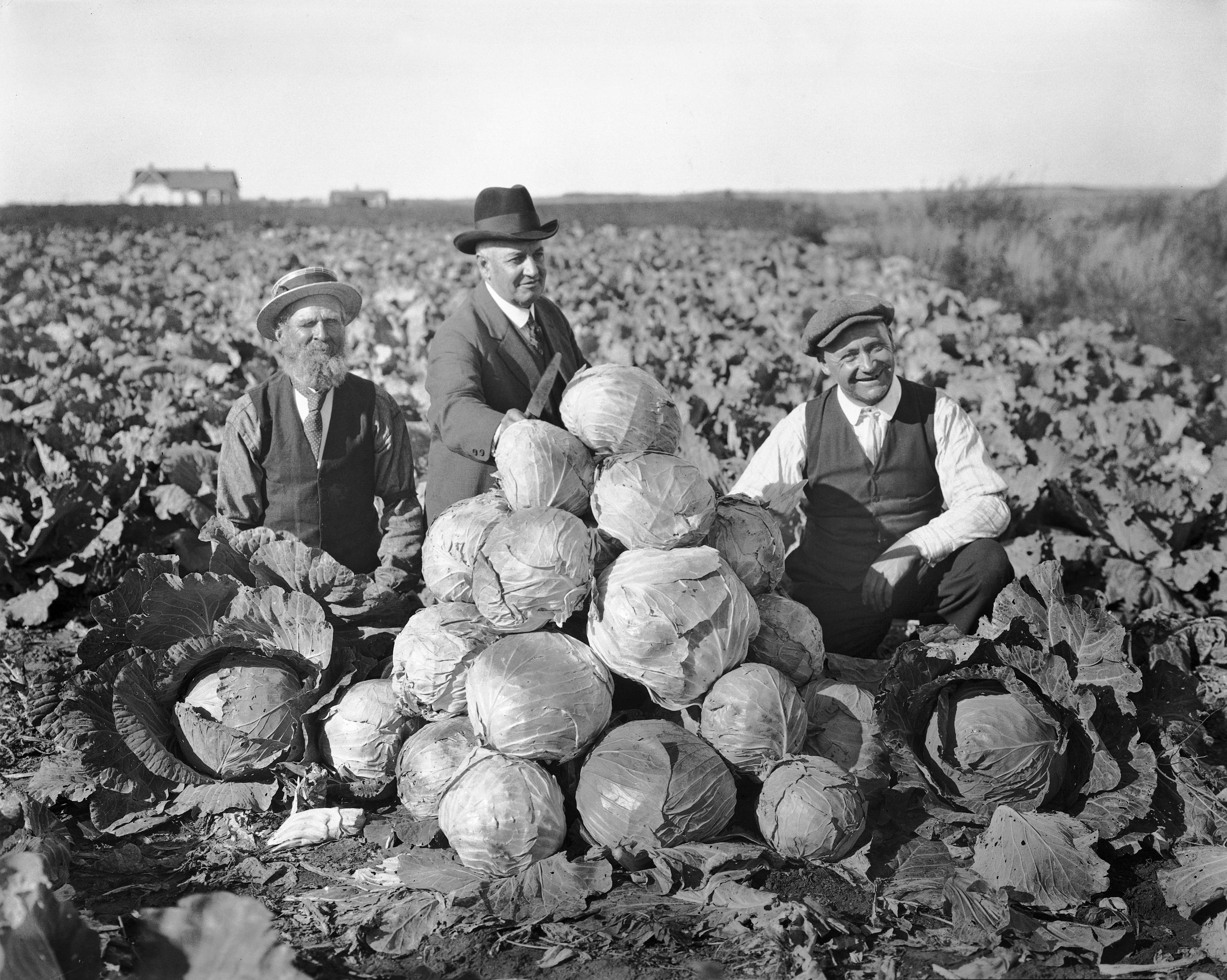
Kohlernte um 1919 auf der Farm von J.H. Graves in North Battleford

Die europäische Besiedelung in und um North Battleford begann nach der Einrichtung temporärer Pelzhandelsposten von französischen Kolonisten in ganz Kanada. Die „Neu-Kanadier“ gründeten daraufhin im Jahr 1778 eine eigene Siedlung, dass Fort Montaigne d’Aigle (engl. Eagle Hills Fort). Für den Bau wurde „Cole“, ein kanadischer Handelsmann, beauftragt. Als Standort wählte er ein Gebiet etwa 14 km (9 Meilen) unterhalb des Zusammenflusses des Saskatchewan River und des Battle River aus. Das Fort wurde 1779 bis 1780 errichtet und sollte vor allem Schutz vor Übergriffen von Dieben und Indianern bieten. Im gleichen Jahr, kurz nach der Fertigstellung, war der Handelsposten Schauplatz einer erbitterten Auseinandersetzung zwischen den einheimischen Stämmen und den Handelsleuten. Cole selbst wurde in den Kämpfen von aufständischen Indianern ermordet. Anfang des 19. Jahrhunderts besuchte Alex Henry Jr. den ehemaligen Handelsposten, der nach den Kämpfen fast vollständig zerstört worden war.
Die endgültige und dauerhafte Erschließung in der Region um Battleford erfolgte im Jahr 1875. Europäische Siedler ließen sich an der südlichen Uferseite des North Saskatchewan River nieder und gaben der Siedlung den Namen Battleford. 1876 wurde der Ort offiziell zur Hauptstadt der Nordwest-Territorien erklärt und hatte diese Funktion bis 1883 inne. 

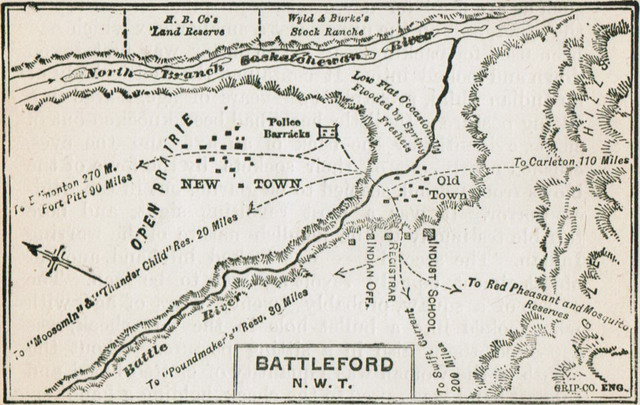
Historische Karte von North Battleford aus dem Jahr 1885

Im Jahr 1905 begann der Bau einer Eisenbahnlinie, die zur Canadian Northern Railway gehört und die Stadt Edmonton in Alberta mit der nördlichen Region des North Saskatchewan Rivers verbinden sollte. Im Zuge der Erbauung der Linie wurde im Norden von Battleford eine zweite Siedlung errichtet und North Battleford genannt. Diese Ortschaft erhielt im Jahr 1906 den Status als Dorf (Village), ein Jahr später den Titel als Stadt (Town) und 1913 schließlich den Status als City. Zu diesem Zeitpunkt besaß North Battleford 5.000 Einwohner.
Zu den ersten Einwanderern, die sich in und um North Battleford niederließen, zählten die Assyrer. Diese Personengruppe, bestehend aus 36 Männern und nur wenigen Frauen, stammt aus Urmia im Nordwesten Irans und wanderte 1903 in das Gebiet ein. Der assyrische Missionar Dr. Isaac Adams war maßgeblich an dieser Entwicklung beteiligt. Rund drei Jahre danach immigrierten 40 weitere Siedler aus Urmia nach North Battleford. Als es gegen Ende der 1900er-Jahre zu wirtschaftlichen Notständen kam, verließ Adams mit ein paar Verwandten die Stadt und zog nach Turlock in die Vereinigten Staaten. Einige Namen von den Nachkommen der in North Battleford gebliebenen Familien haben sich bis heute erhalten, darunter Bakus, Essau und Odishaw.
Bis in die 1940er-Jahre wuchs die Einwohnerzahl um das sechsfache an. Von etwa 4.690 im Jahr 1941 auf über 11.000 im Jahr 1961. Die Stadt wurde zu einem bedeutenden Verwaltungs-, Wirtschafts,- Bildungs- und Gesundheitszentrum in der Region. Innerhalb zwei Jahrzehnte, von 1961 bis 1981, verdoppelte sich die Zahl der Einwohner von 1.627 auf 3.565.
Das Latter Rain Revival sowie die Latter Rain Movement, zwei Teilbewegungen der Latter Rain, einer bedeutenden christlichen Bewegung nach dem Zweiten Weltkrieg, hatte in North Battleford von 1946 bis 1948 ihren Anfang.

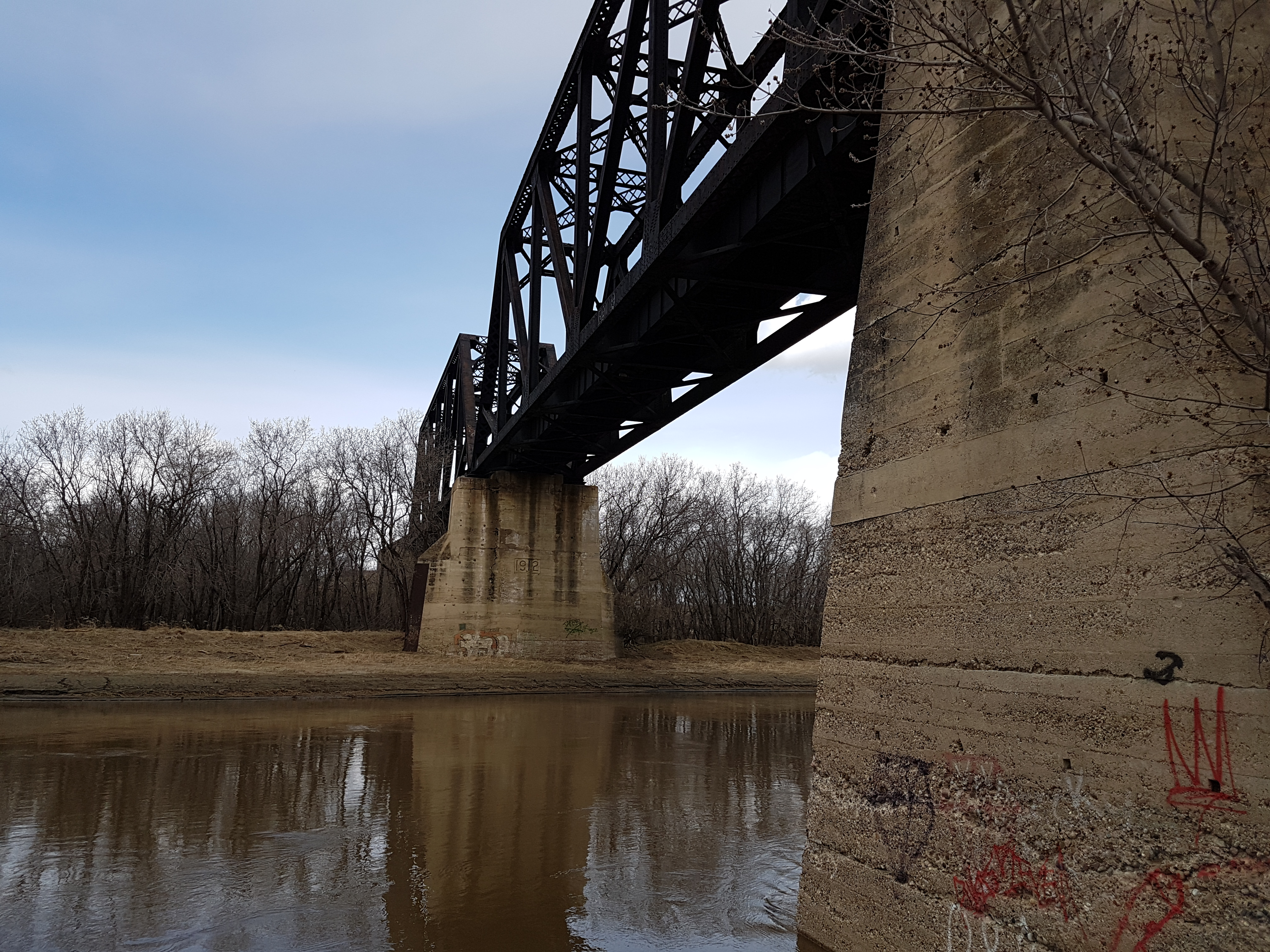
The Old Railway Bridge, eine alte Eisenbahnbrücke, überquert südlich von Battleford den Battle River. Über die Brücke führte einst eine Bahnstrecke der Canadian Northern Railway, welche nach der Übernahme durch die Canadian National Railway stillgelegt und zurückgebaut wurde. Einzig die Brücke ist erhalten geblieben und steht heute unter Denkmalschutz.

### National Historic Sites
Battleford besitzt zahlreiche historische Gebäude und Stätten, die zur National Historic Site of Canada gehören. Darunter befindet sich das Battleford Court House, das im Jahr 1909 errichtet wurde, sowie die North Battleford Public Library aus dem Jahr 1916 und die North Battleford Station von 1956.

## Einwohnerentwicklung
Die im Jahr 2011 durchgeführte Volkszählung der Statistics Canada registrierte in North Battleford 13.888 Einwohner. Im Population Centre of North Battleford wurden 17.595 Einwohner gezählt; diese war somit 2011 das siebtgrößte Population Centre in Saskatchewan. Im Jahr 2016 musste sie diesen Titel an die Stadt Swift Current abgeben und ist seitdem die achtgrößte Gemeinde der Provinz. Die Metropolregion North Battleford-Battleford hatte zu diesem Zeitpunkt etwa 19.216 Einwohner.
Die Bevölkerungszahl von North Battleford verzeichnete zu Beginn des 20. Jahrhunderts einen kontinuierlichen Anstieg. 1911 lag die Einwohnerzahl, das Jahr, in dem die erste Volkszählung durchgeführt wurde, bei 2.105. Rund zehn Jahre waren es doppelt so viele Personen. Die Bevölkerung stieg bis zum Jahr 1951 auf über 7.000 an und überschritt Anfang der 1960er-Jahre die 10.000-Marke. Die Volkszählung von 1991 ergab ein vorläufiges Maximum von ca. 14.350. Nach der Jahrtausendwende sank die Bevölkerungszahl auf 13.692. Im Jahr 2006 war die Einwohnerzahl abermals um 3,7 % auf 13.190 gesunken. Seit 2011 steigt die Zahl der in North Battleford lebenden Personen wieder an. Wurden 2006 noch knapp 31200 Einwohner verzeichnet, waren es fünf Jahre später 13.888. Bis zum Jahr 2016 stieg der demografische Wert weiter um 3,1 % auf 14.315 an.

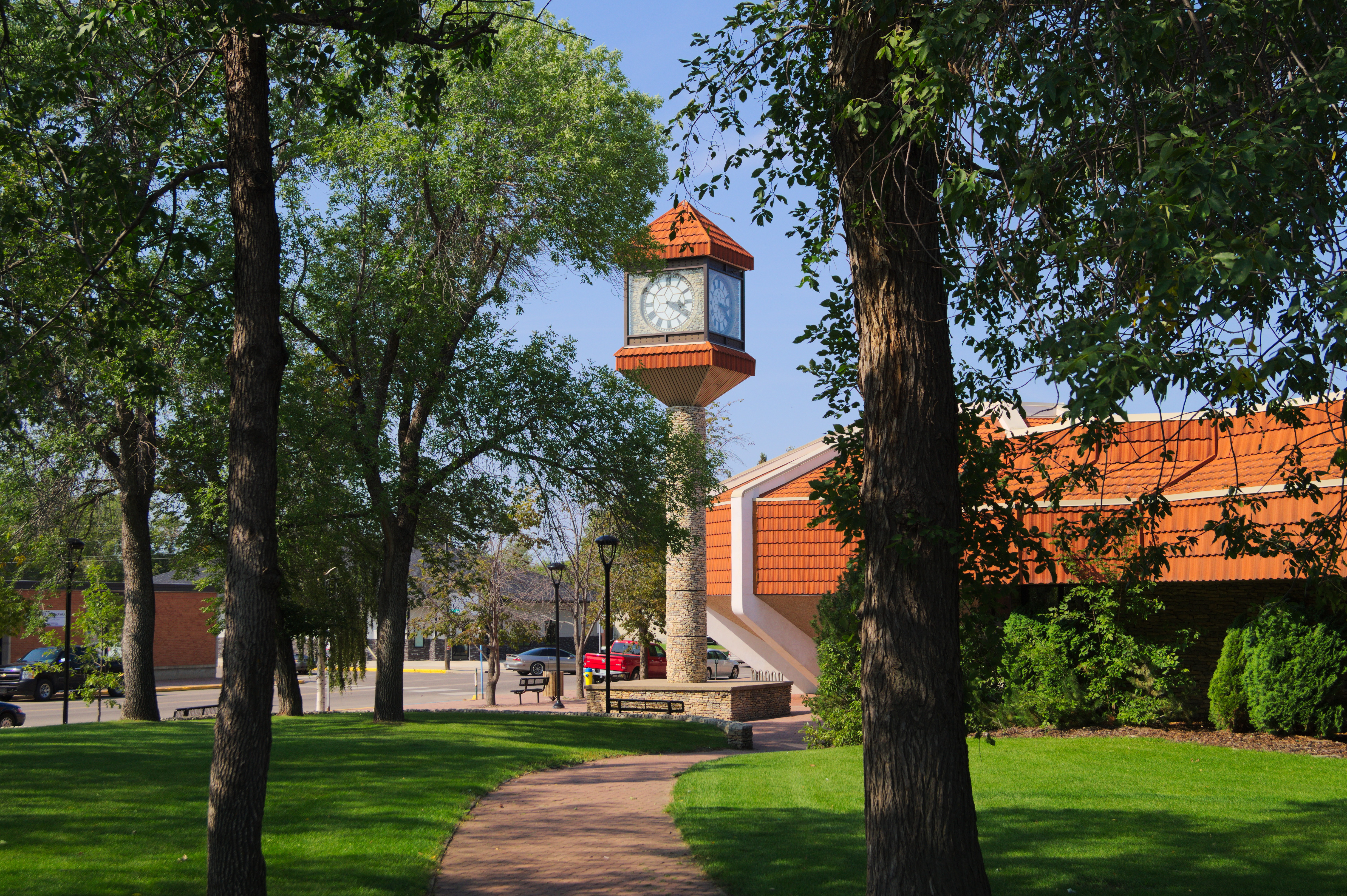
Die Library Clock vom Central Park aus gesehen. In dem roten Gebäude im Hintergrund ist die Bibliothek untergebracht.

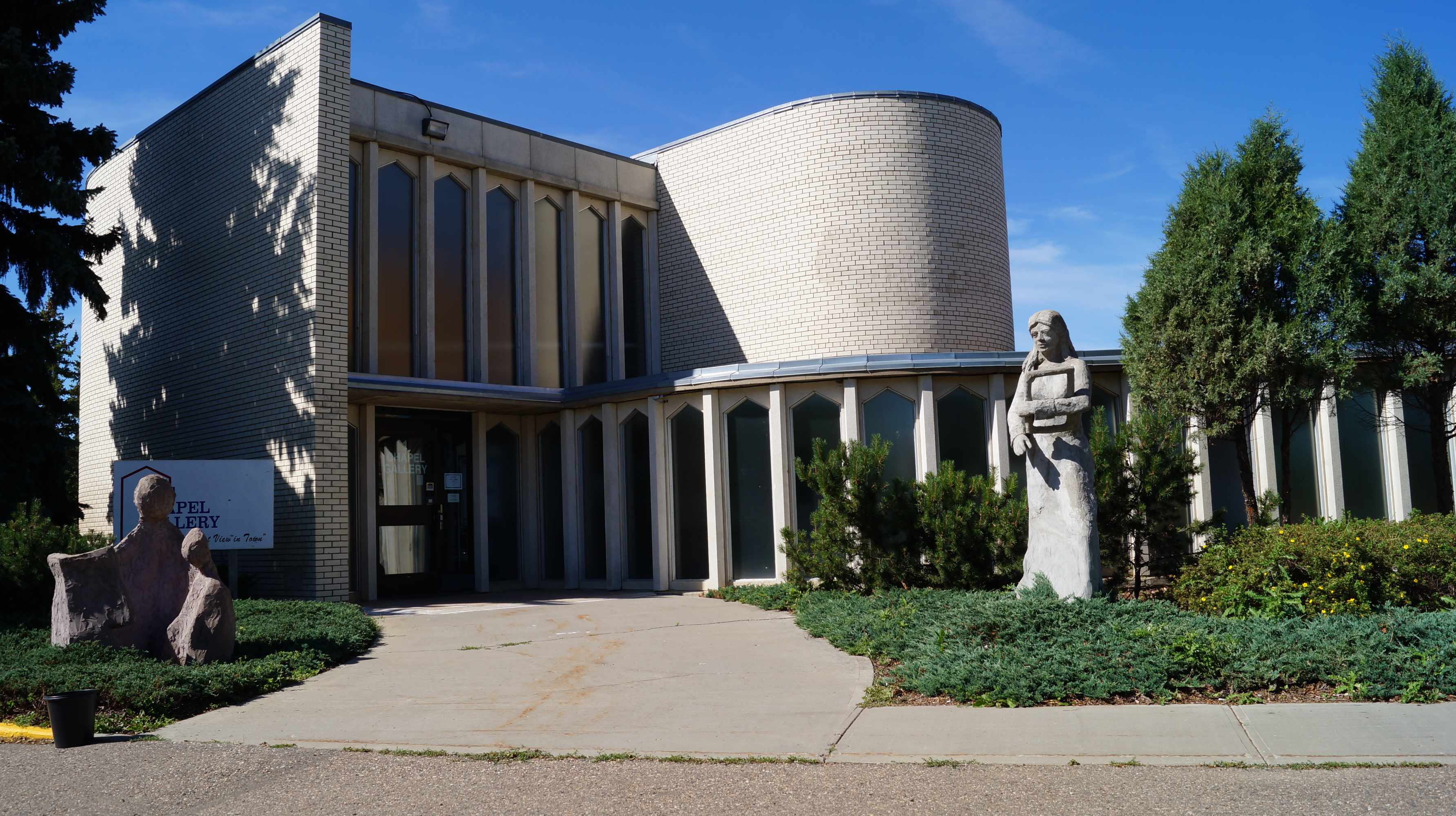
Chapel Gallery

Die überwiegende Mehrheit der aus Europa stammenden Bevölkerung stellen die aus Frankreich immigrierten Einwohner dar. Mit 62,8 % machen die Europäer den größten Anteil an der Bevölkerung von North Battleford aus. Die zweitgrößte Mehrheit mit einem Prozentsatz von 17,8 % stellen Angehörige der First Nations da, gefolgt von den asiatischen Einwohnern (9,6 %) und den Métis mit 9,3 %. Die Afroamerikaner machen mit 0,4 % den kleinsten Bevölkerungsanteil aus.

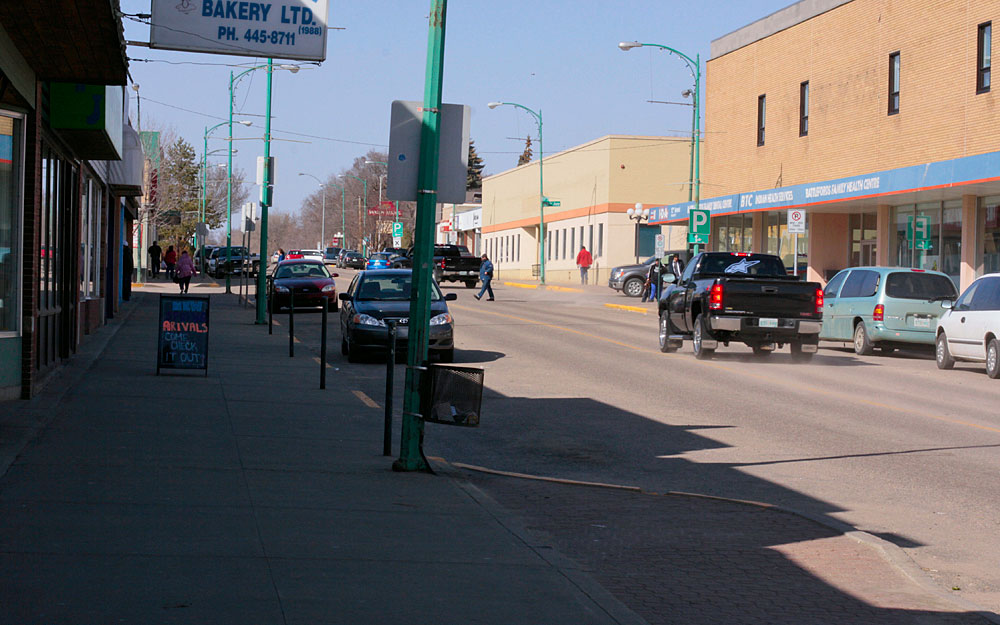
Hauptstraße im Zentrum

| Jahr | Einwohner |
| ---- | --------- |
| 1911 | 2.105     |
| 1921 | 4.108     |
| 1931 | 5.986     |
| 1941 | 4.694     |
| 1951 | 7.473     |
| 1961 | 11.230    |
| 1971 | 12.698    |
| 1981 | 14.030    |
| 1991 | 14.350    |
| 2001 | 13.692    |
| 2006 | 13.190    |
| 2011 | 13.888    |
| 2016 | 14.315    |

| Jahr | Bevölkerungsgruppen | Bevölkerungsgruppen | Bevölkerungsgruppen |
| ---- | ------------------- | ------------------- | ------------------- |
| Jahr | Ethnie              | Einwohnerzahl       | Prozentzahl         |
| 2011 | Europäer            | 10.270              | 75,3 %              |
| 2011 | First Nations       | 2.340               | 17,2 %              |
| 2011 | Métis               | 1.160               | 8,5 %               |
| 2011 | Asiaten             | 795                 | 5,8 %               |
| 2011 | Afroamerikaner      | 145                 | 1,1 %               |
| 2011 | Gesamtzahl          | 13.635              | 100 %               |

| Jahr | Bevölkerungsgruppen | Bevölkerungsgruppen | Bevölkerungsgruppen |
| ---- | ------------------- | ------------------- | ------------------- |
| Jahr | Ethnie              | Einwohnerzahl       | Prozentzahl         |
| 2016 | Europäer            | 9.230               | 62,8 %              |
| 2016 | First Nations       | 2.615               | 17,8 %              |
| 2016 | Métis               | 1.370               | 9,3 %               |
| 2016 | Asiaten             | 1.410               | 9,6 %               |
| 2016 | Afroamerikaner      | 60                  | 0,4 %               |
| 2016 | Gesamtzahl          | 14.685              | 100%                |

## Kriminalität
North Battleford zählt neben Prince Albert zu den kanadischen Städten mit der höchsten Kriminalitätsrate. In der Liste des Crime Severity Index nimmt die Stadt den zweiten Rang ein. 2018 stufte das Nachrichtenmagazin Maclean’s North Battleford als den gefährlichsten Ort in Kanada ein. Die Zeitschrift veröffentlichte im gleichen Jahr einen Artikel mit dem Titel „Canada's most dangerous place, North Battleford, is fighting for its future“ (dt.: „Kanadas gefährlichster Ort, North Battleford, kämpft um seine Zukunft“). Hauptschwerpunkt waren dabei die Sicherheitsinitiativen, die der Stadtrat gegründet hatte.
Nach der Herausgabe des Artikels äußerte sich Bürgermeister Ryan Bater:

“The reality is we require the provincial and federal levels of government to take notice of this and align their efforts with ours. This needs to be a partnership. This can't be something the governments do in silos and we need to be working together. If we can do that, then sometime in the future we can see some great results.”

„Die Realität besteht darin, dass die Regierung auf Landes- sowie Bundesebene davon Kenntnis nimmt und ihre Bemühungen auf uns ausrichtet. Nur so kann eine Partnerschaft gelingen. Das kann auch nicht allein die Regierung in Silos tun, sondern wir müssen mit ihnen zusammenarbeiten. Wenn wir das schaffen, dann werden wir in Zukunft irgendwann großartige Ergebnisse verzeichnen können.“

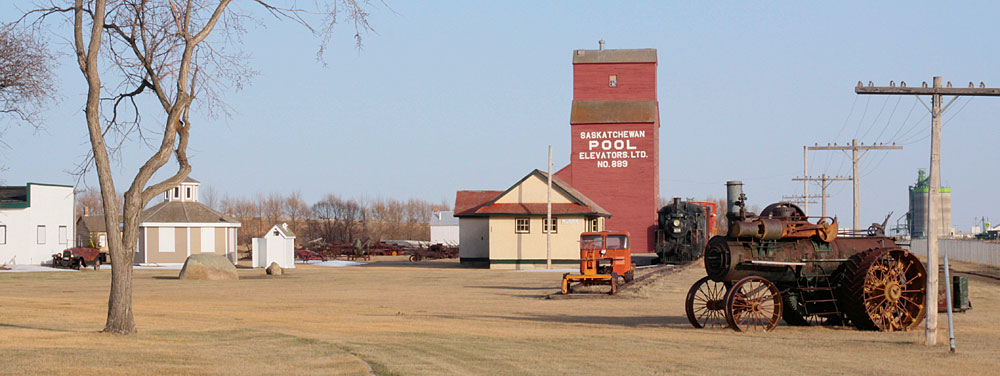
Das Pionierdorf in North Battleford ist Teil des Saskatchewan Western Development Museum

## Sehenswürdigkeiten
North Battleford ist einer von vier Standorten des Saskatchewan Western Development Museums. An die landwirtschaftliche Vergangenheit des Ortes erinnert heute ein kleines Museum. Das Pionierdorf in Form eines Freilichtmuseums befindet sich im südöstlichen Teil der Stadt und umfasst mehrere Wohnhäuser, eine Scheune sowie einen Getreideheber aus dem frühen 20. Jahrhundert und zahlreiche Ausstellungshallen. Das Museum hat von Januar bis März geöffnet.
Ein bedeutendes Merkmal stellt der Getreideheber mit der Kennnummer 889 dar, welcher sich ursprünglich in Keatley befand. Er wurde 1983 an seinem alten Standort abgebaut und im gleichen Jahr nach North Battleford verlegt.

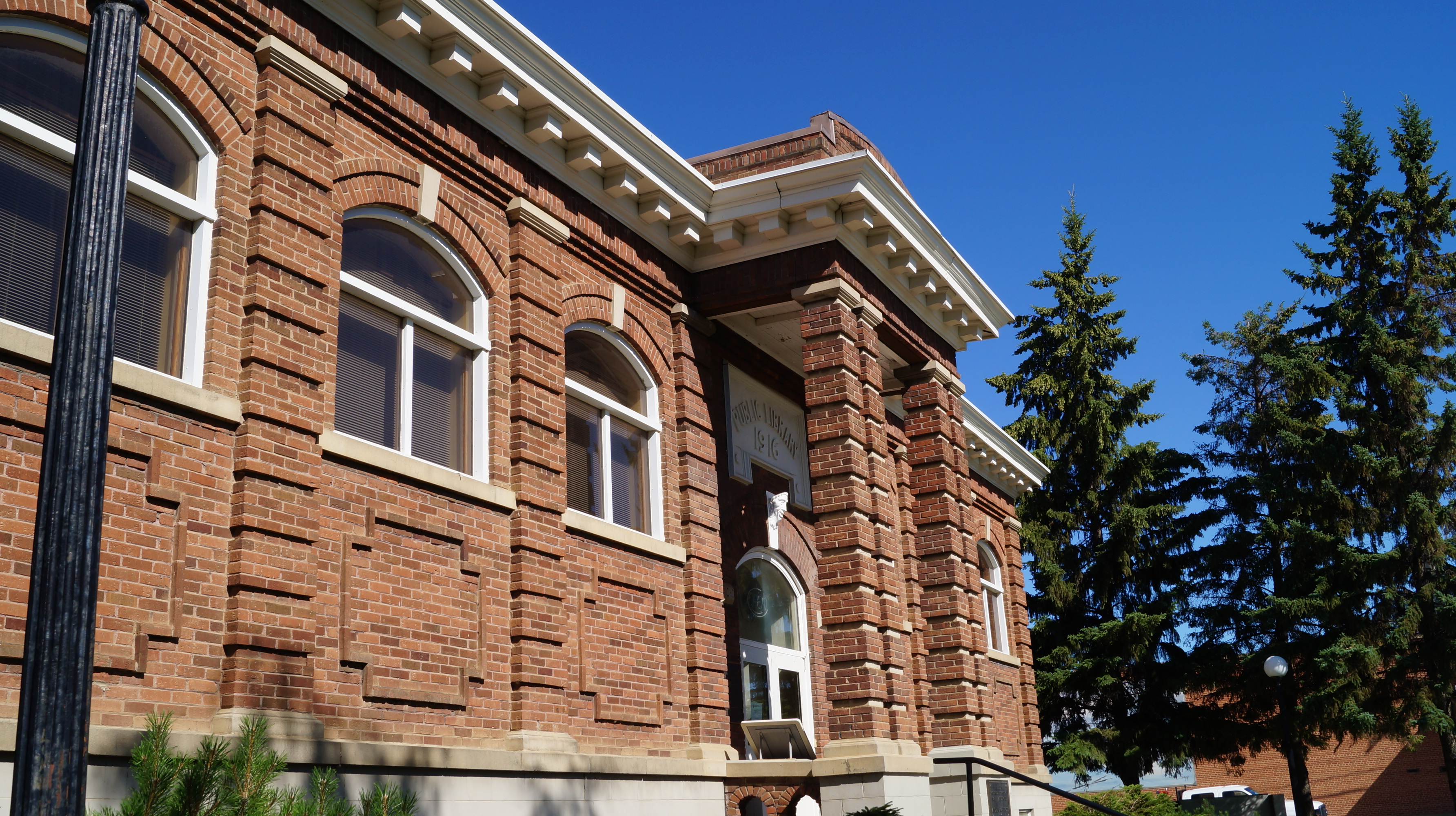
Allen Sapp Gallery

Im Ort befindet sich zudem die Galerie von Allen Sapp, einem bedeutenden Maler der Cree, welcher in North Battleford gelebt und gearbeitet hat. Das eingeschossige Gebäude wurde im Jahr 1916 im Backsteinstil errichtet.

## Versorgungsbetriebe
Die Wasserversorgung wird von North Battleford Water Inquiry sichergestellt, einem Gemeinschaftsunternehmen der Verwaltungsregion. Das Trinkwasser stammt aus umliegenden Seen und einem größeren Reservoir westlich des Zentrums. Das daraus gespeiste Wasser wird in einem Turm geleitet und gespeichert. Das im Süden gelegene Battleford wird auf die gleiche Art mit Wasser versorgt.

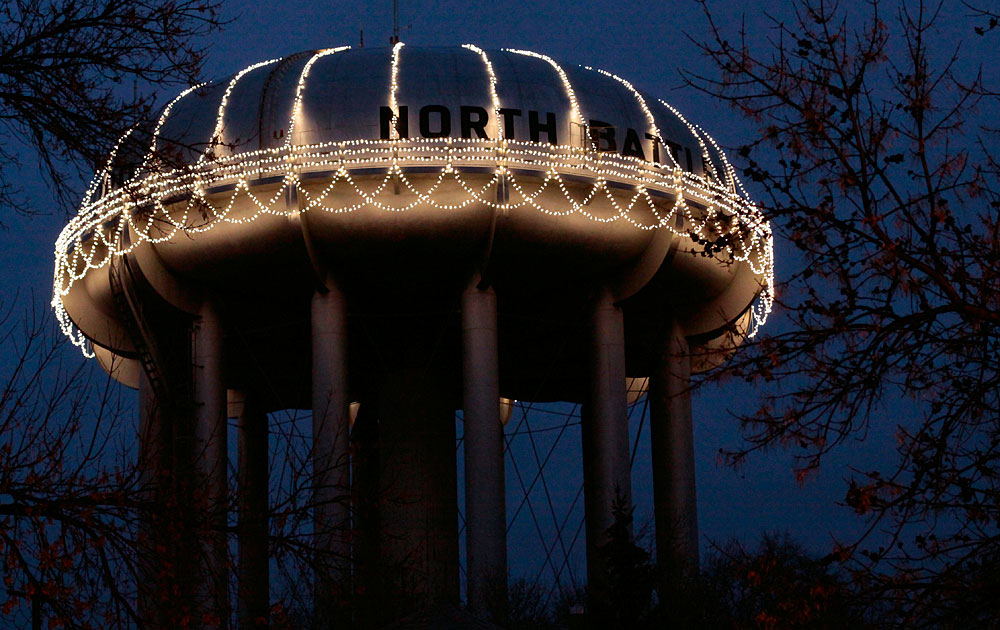
Der Wasserturm von North Battleford bei Nacht

Im Jahr 2001 führte ein Problem im städtischen Wassersystem zu einer Infektion von schätzungsweise 6.280 Einwohnern mit Kryptosporidiose. Die
betroffenen Personen litten an Durchfallerkrankungen und Bauchschmerzen sowie leichtem Fieber; bei etwa 1.907 Menschen wurden Kryptosporidien direkt nachgewiesen. Als Ursache wurde ein Ausfall der Geräte genannt, der aufgrund mangelnder Wartungsarbeiten in der veralteten Wasserfiltrationsanlage entstanden ist. Betroffen waren private Haushalte als auch öffentliche Einrichtungen wie Krankenhäuser und Schulen. Opfer und Angehörige reichten 2003 eine Klage für Schadensersatz in Höhe von mehreren Millionen Dollar ein. Diese wurde vom obersten Landgericht zunächst aberkannt. Die betroffenen Personen erhielten von der Gemeindeverwaltung eine Entschädigung von insgesamt 3,3 Mio. Dollar, nachdem die Klage erst 2017 anerkannt wurde.
Hauptversorgungsträger ist neben dem Wasserwerk das North Battleford Energy Centre, ein konventionelles Kraftwerk, dass etwa 90 % des Energiebedarfs von North Battleford deckt. Es wurde von 2010 bis 2011 gebaut und erreicht eine Höchstleistung von 260 MW. Das Unternehmen hat 2013 einen Vertrag für 20 Jahre, ein sog. Power Purchase Agreement, mit dem kanadischen Energiekonzern SaskPower abgeschlossen.

## Verkehr
North Battleford ist über zahlreiche Highways erreichbar. Der Yellowhead Highway verläuft nordwestlich kommend nach Südosten und kreuzt dabei den Highway 4 und den Highway 40. Der Highway 4 kommt aus Richtung Norden und verlässt die Stadt in Richtung Süden. Dieser wird vom Highway 26 nordwestlich gekreuzt. Der Highway 40, aus Osten kommend, geht kurzzeitig in den Highway 4 über, bis er in westlicher Richtung als eigenständige Autobahn weiter verläuft. Der Highway 29 mündet aus Südwesten kommend in den Highway 40.
Daneben existiert eine Reihe weiterer Schnellstraßen. Der Highway 378 zweigt bei der Stadt Spiritwood vom Highway 3 ab und schließt sich dem Highway 4 im Norden an. Dieser wird wiederum vom Highway 658 im südlichen Teil der Stadt gekreuzt. Im Osten von North Battleford stellt der Highway 687 mit 20 km Länge eine kurze Verbindung zwischen den Highways 378 und 16 her.

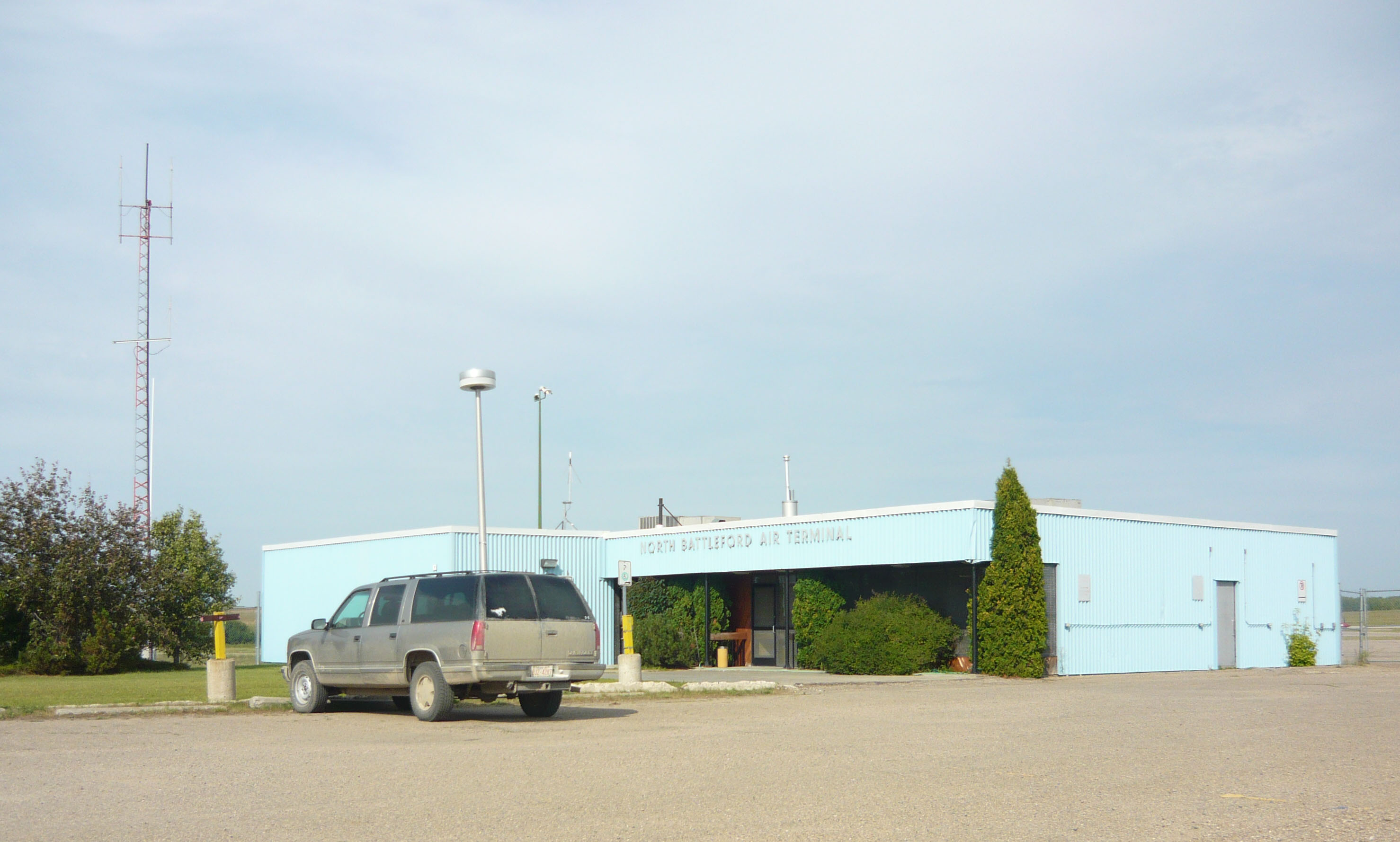
Das Terminal des Flughafens Cameron McIntosh Airport. Im Hintergrund ist die Lande- und Startbahn zu erkennen.

Der während des Zweiten Weltkrieges eröffnete Flughafen North Battleford (anderer Name: Cameron McIntosh Airport) liegt 2,8 km östlich des Stadtgebiets. Dieser ersetzte ab 2007 den Flughafen North Battleford/Hamlin, welcher aufgrund zurückgehender Passagierzahlen geschlossen wurde. Der Flugplatz von North Battleford verfügt über zwei Landebahnen und ist einer der wichtigsten in der Region.
Neben einigen Buslinien betreibt die Stadt einen Transitbus-ähnlichen Verkehr. Ein sogenannter Handi-Bus, ein Transporter in Form eines Kleinbusses, verkehrt im gesamten Stadtgebiet und ist hauptsächlich für Menschen mit Behinderungen vorbedacht. Ein gleiches System existiert bereits in der Stadt Saskatoon.

## Sport und Freizeit
Das North Battleford Civic Centre im Zentrum der Stadt wurde 1962 errichtet und bietet Platz für 2.500 Besucher. Die Battlefords North Stars tragen in dieser Multifunktionshalle ihre Heimspiele aus. Es ist zugleich das Heimstadion des North Battleford Kinsmen Indoor Rodeo, dass alljährlich im April ausgetragen wird. Eine weitere nennenswerte Sportstätte ist der North Battleford CUplex, der im Jahr 2013 eröffnet wurde. Auf diesem Campus befindet sich das Northland Power Curling Centre sowie das NationsWest Field House und das Battlefords CO-OP Aquatic Centre. Daneben verfügt die Stadt über einen Golf- und Campingplatz.

### Galerie

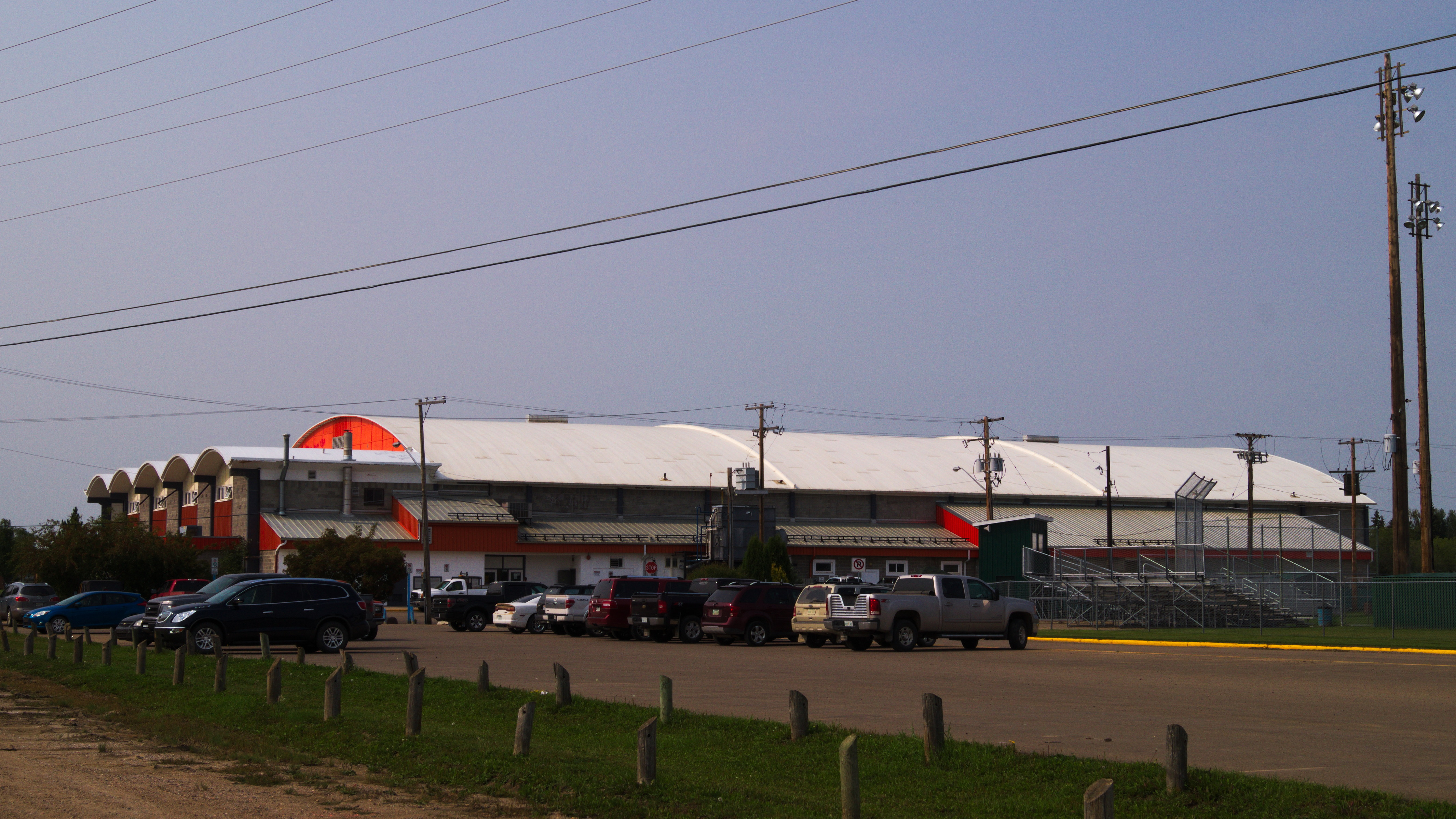
North Battleford Civic Centre
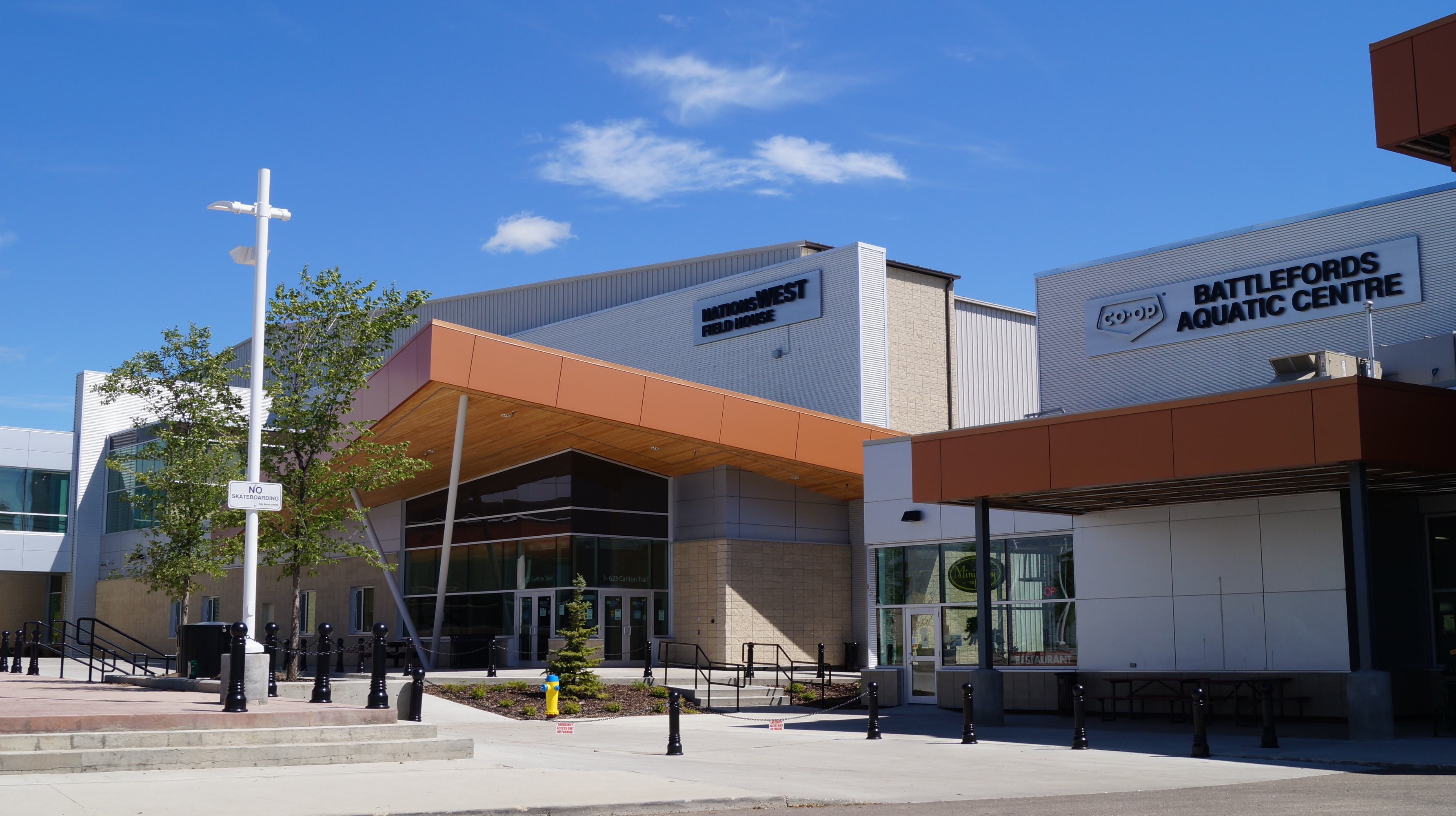
NationsWest Field House
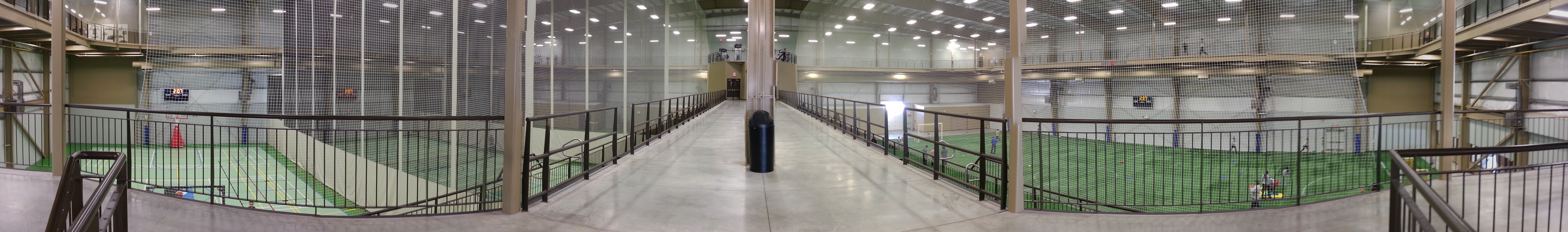
Im Inneren des NationsWest Field House
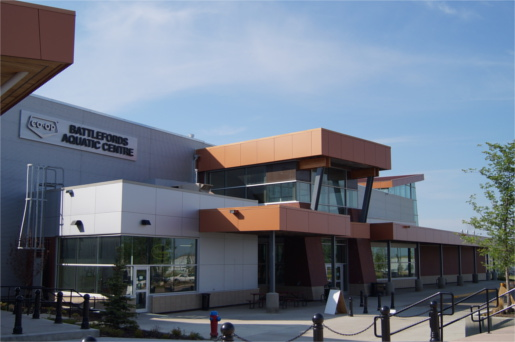
North Battleford Aquatic Centre
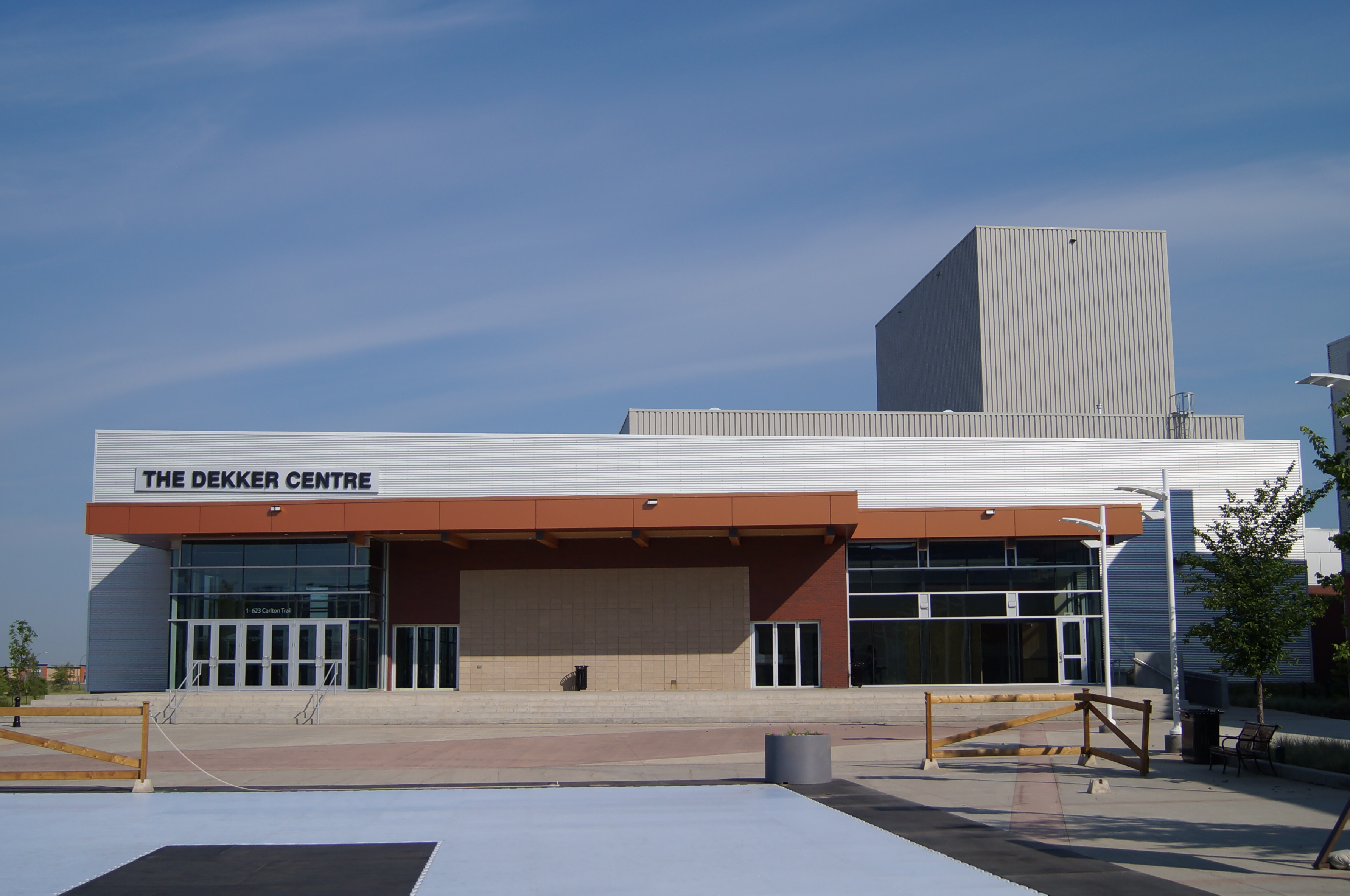
Dekker Centre der bildenden Künste
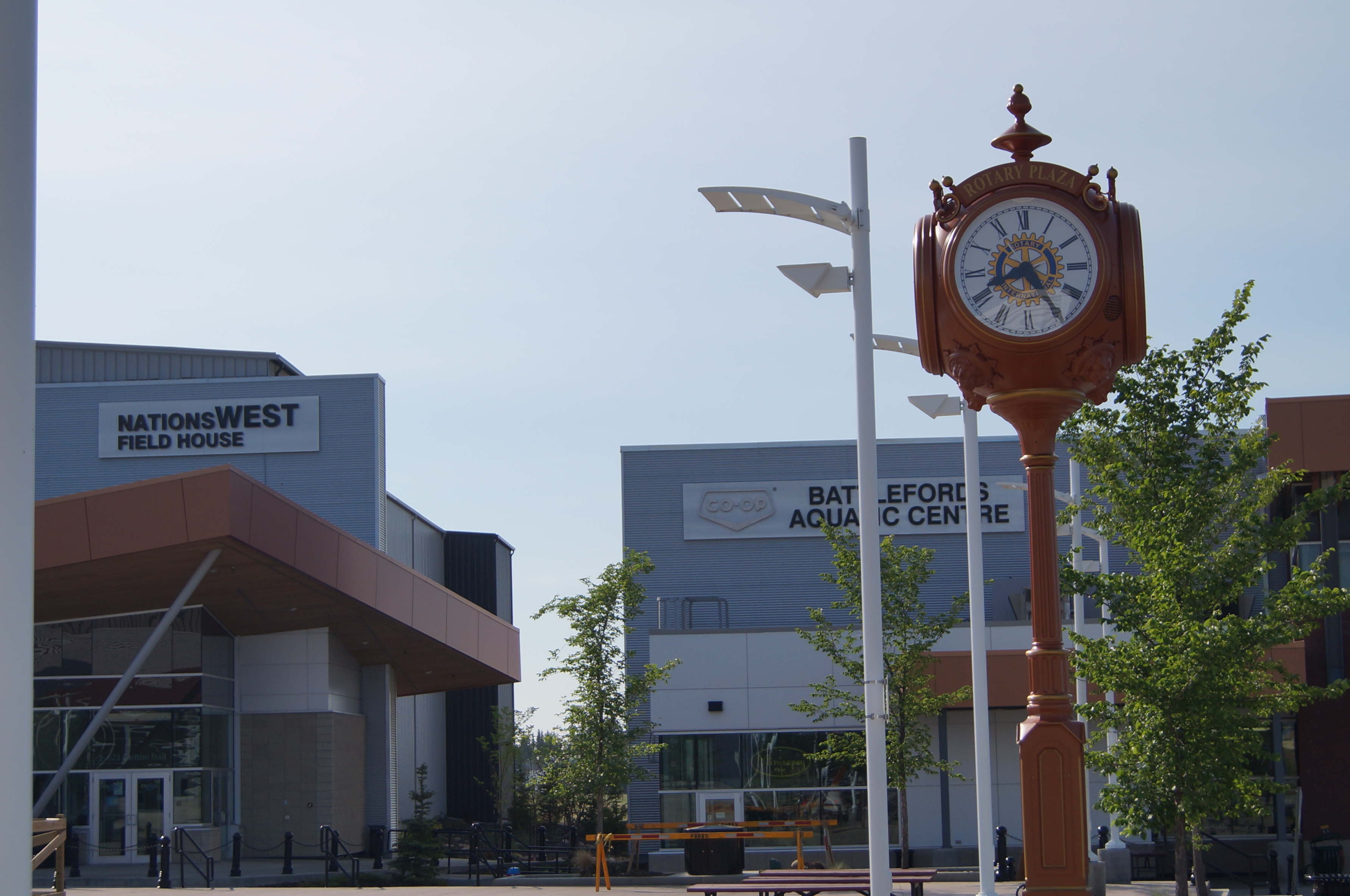
Die Uhr auf der Rotary Plaza

## Medien
Die in North Battleford ansässigen Medien umfassen Zeitungen und Zeitschriften sowie Fernsehen und Radio. Die Tageszeitung Battleford's New-Optimist erscheint wöchentlich jeden Dienstag und Donnerstag in North Battleford und Battleford. Die Zeitung ist zudem ein Bestandteil des National NewsMedia Council. Weitere wichtige Zeitungen sind sie The Battleford's Daily News und das Feed The Artist Magazine.
Drei Sender der öffentlich-rechtlichen Rundfunkanstalt von Saskatchewan haben in North Battleford ihren Sitz. Dazu gehören CJNB, CJCQ-FM sowie CJHD-FM. Einige wenige Radiosender der Stadt Saskatoon erhalten in beiden Städten Empfang. North Battleford und Battleford werden über den CFQC-TV2-Kanal 6 bedient, der über die CFQC-DT-Station empfangen wird. CTV, der größte Fernsehsender in Kanada, wird über diese Station zugeschaltet.

## Söhne und Töchter der Stadt
- Irwin McIntosh (1926–1988), Verleger und Vizegouverneur der Provinz Saskatchewan
- Emile Francis (1926–2022), Eishockeytorwart, -trainer und -funktionär
- Alistair MacLeod (1936–2014), Schriftsteller
- Lloyd Axworthy (* 1939), Politikwissenschaftler und Politiker
- Joni Mitchell (* 1943), Singer-Songwriterin
- Ed Lukowich (* 1946), Curler
- Dave King (* 1947), Eishockeytrainer
- Dale Hoganson (* 1949), Eishockeyspieler
- Gregg Sheppard (* 1949), Eishockeyspieler
- John David Thrower (* 1951), Komponist
- Ron Kennedy (1953–2009), Eishockeyspieler und -trainer
- Neil Hawryliw (1955–2021), Eishockeyspieler
- Bob Francis (* 1958), Eishockeytrainer
- Kenneth Nowakowski (* 1958), Bischof der Ukrainischen Griechisch-Katholischen Kirche von London
- Merlin Malinowski (* 1958), Eishockeyspieler und -trainer
- Corey Schwab (* 1970), Eishockeytorwart und -trainer
- Ian Gordon (* 1975), Eishockeyspieler
- Gregory Schmidt (* 1976), Eishockeyspieler
- Wade Belak (1976–2011), Eishockeyspieler
- Steve Munn (* 1978), Eishockeyspieler
- Layne Ulmer (* 1980), Eishockeyspieler
- Deidra Dionne (* 1982), Freestyle-Skierin
- Colby Cave (1994–2020), Eishockeyspieler

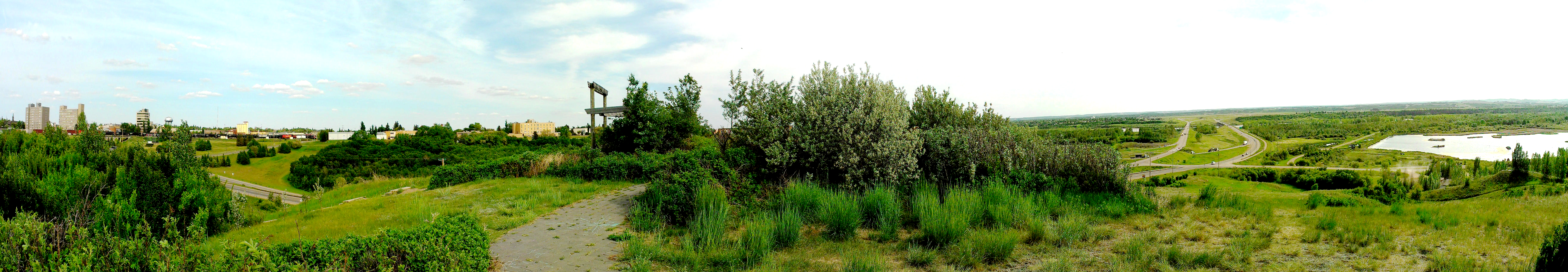
Blick auf das Zentrum von North Battleford (links). Rechts im Bild befindet sich der Yellowhead Highway und das Trinkwasserreservoir.